# 사느냐 죽느냐 (1983년 영화)
사느냐 죽느냐(To Be Or Not To Be)는 미국에서 제작된 앨런 존슨 감독의 1983년 드라마, 전쟁, 코미디 영화이다. 멜 브룩스 등이 주연으로 출연하였다.

## 출연

### 주연
- 멜 브룩스
- 앤 밴크로프트

### 조연
- 찰스 더닝
- 팀 매더슨
- 호세 페레